# Computer music
La computer music o musica informatica è un ramo della musica elettroacustica che impiega sistematicamente la programmazione su elaboratore numerico. In senso più esteso, qualunque produzione musicale che utilizzi il mezzo informatico può definirsi computer music.
Spesso, con il termine Computer Music si fa riferimento oggi anche alla cosiddetta informatica musicale. La produzione musicale è esclusivamente basata sull'utilizzo del computer, delle periferiche audio (interfacce audio/MIDI, superfici di controllo), sequencer audio/MIDI (FL Studio, Cubase, Logic Pro, Pro Tools, SONAR, Nuendo), plug-in VST, AU, RTAS, campionatori software, librerie di campioni e così via.

## Storia
La  nascita della  musica informatica è legata  all’invenzione del  calcolatore  elettronico,  alla  successiva  diffusione  di computers e personal computers e all’invenzione di un linguaggio di comunicazione  fra  questi    e  gli  strumenti  musicali elettronici, detto MIDI.
Storicamente, la computer music affonda le sue radici nella relazione fra teoria musicale e matematica. Il primo computer musicale al mondo fu costruito in Australia dal programmatore Geoff Hill su un computer CSIRAC, progettato e costruito da Trevor Pearcey e Maston Beard. Successivamente, Lejaren Hiller (Illiac Suite) fece uso di un computer nel 1950 per comporre lavori che furono eseguiti da normali musicisti. Più tardi lo sviluppo coinvolse anche il lavoro di Max Mathews presso i laboratori Bell, che sfociò nel programma MUSIC I. Anche la tecnologia Vocoder (codifica della voce) ebbe un grande sviluppo in questa prima fase.
- Pietro Grossi, pioniere italiano della musica elettronica e della computer music, oggi considerato a livello mondiale, nel 1963 fonda lo studio di Fonologia Musicale di Firenze (S 2F M). Nel 1965 ottiene la cattedra di Musica Elettronica al Conservatorio di Musica di Firenze, la prima in Italia.

Nel 1967 le prime esperienze ufficiali di computer music presso la Olivetti General Electric a Pregnana Milanese: "…Ho preso il quinto Capriccio di Paganini, ho perforato le schede e, fatto il pacco di schede, consegnate al computer, il computer le suonava. Il computer ha suonato subito alla perfezione il testo che gli avevo dato, e immediatamente dopo, ho potuto fare di quei suoni quello che volevo. Questo per me era un salto incredibile. È stata un'emozione straordinaria…"
Al 1970 risale quello che si potrebbe considerare il primo "audio streaming" della storia con la prima esperienza di musica telematica in assoluto tra la Fondazione Manzù di Rimini e il Centro Nazionale Universitario di Calcolo Elettronico di Pisa.
- James Dashow è un compositore di origini americane che da molti anni risiede in Italia. La sua formazione musicale è avvenuta al fianco di importanti personalità quali Milton Babbitt e James Randall dell’Università di Princeton, fino a Goffredo Petrassi di cui ne frequentò le lezioni all’Accademia Nazionale di Santa Cecilia di Roma.[2]

- Teresa Rampazzi, fu una  visionaria. Una persona dalla vita totalmente dedicata alla musica, tanto da volerne conoscere ed approfondire ogni aspetto. Nata a Vicenza nel 1914, il suo interesse per la musica sperimentale comincia prestissimo, compiendo i suoi primi studi a Milano e i successivi in Germania. Nell’ottobre del 1972 viene nominata docente del Corso Straordinario di Musica Elettronica nel Conservatorio di Padova, in cui trasferì tutti i suoi apparecchi e strumenti. Per tutta la durata corso insegnò tecniche analogiche, e musica informatica.

Il suo primo brano realizzato al computer, al CNUCE, è Computer 1800 (1972). Qualche anno più tardi, nel 1976, compone With the light pen con l’utilizzo del software ICMS (Interactive Computer Music System) di Graziano Tisato.
- John Dunn è stato un pioniere della Computer music sin dagli anni 70, quando ha combinato microcomputer e sintetizzatori, audio e video analogici.[4]

Nel 1986 Dunn ha creato il software musicale MusicBox, e lo ha rilasciato come freeware nel Pubblico dominio A quel tempo, era l'unico software di computer music disponibile su piattaforme PC. Ha scritto una varietà di software negli anni 90 e nei primi anni 2000, tra cui Kinetic Music Machine, SoftStep, BankStep e ArtWonk, che incorporavano produzione di computer music e computer art.
Kinetic Music Machine, SoftStep e BankStep erano tre dei programmi di Dunn in grado di eseguire musica dal disegno del DNA. La moglie di Dunn, la biologa Mary Anne Clark ha contribuito, collaborando alla creazione di questi programmi. Dunn e Clark hanno utilizzato sequenze sia di DNA che di proteine amminoacidiche come spartiti musicali.

## Nella cultura
Sparsi in tutto il mondo ci sono molte organizzazioni e istituti dedicati all'area della computer music, allo studio e alla ricerca nel settore della musica elettronica e del software musicale. Fra queste, ICMA (International Computer Music Association), IRCAM (Institut de Recherche et Coordination Acoustique/Musique), GRAME, SEAMUS (Society for Electro Acoustic Music United States) e in Italia il centro di ricerca musicale Tempo Reale.

## Opere
GENDY3 (1991), acronimo di GENeration DYnamic, è sicuramente la composizione più nota Iannis Xenakis, oltre ad essere una della ultime che Xenakis ha realizzato applicando quel metodo stocastico presentato nel libro Musica Formalizzata.
Per la composizione, Xenakis ha sviluppato nel linguaggio BASIC un apposito software denominato GENDY3 (da cui il titolo dell’opera). Il lavoro è stato realizzato da Xenakis con gli strumenti del CEMAMu di Parigi ed è stato presentato per la prima volta in occasione degli Rencontres Internationales de Musique Contemporaine di Metz.
Sergio Maltagliati musicista, visual digital artista e programmatore, nel 1999 seguendo l'estetica artistica dell'HomeArt di Pietro Grossi, e rielaborando le ricerche di vari compositori informatici del passato, compone la prima versione del software autom@tedVisualMusiC, visual music (Musica visiva) generata partendo da una semplice cellula, in molteplici e complesse variazioni musicali e visive.
Il software autom@tedVisualMusiC 1.0 nasce da una collaborazione con il pioniere della musica elettronica Pietro Grossi. Il codice di programmazione viene scritto sulla base e sulle esperienze dei programmi realizzati da Grossi negli anni '80 nel linguaggio BBC Basic con computer Acorn Archimedes, una programmazione apparentemente senza logica, affidata ad una casualità, o meglio ad una condizione di porre l'artista in una situazione di controllare i processi creativi nella misura desiderata, fino a far diventare il compositore non tanto l'autore quanto l'ascoltatore di una musica, che lui stesso non avrebbe mai concepito.
Il risultato ottenuto è un programma automatico e generativo che, partendo da una semplice sequenza sonoro-visuale, genera innumerevoli e infinite variazioni, dove anche l'ascoltatore-fruitore ha un ruolo predominante. Facendo scorrere liberamente il mouse sulle immagini si ottengono differenti combinazioni sonore: la superficie dell'immagine genera dei campioni differenti di colore e di musica.